# C'est pas gagné ! (film, 1950)
Pour plus de détails, voir Fiche technique et Distribution.
C'est pas gagné ! (Canary Row en anglais) est un cartoon Merrie Melodies réalisé par Friz Freleng de 1949 et sorti le 7 octobre 1950 par les studios Warner Bros. Cartoons. Il met en scène Titi et Grosminet et pour la première fois, Mémé. Il est ressorti comme cartoon Blue Ribbon en 1958.

## Synopsis
Grosminet, dans la « Société d'observateurs d'oiseaux », observe Titi avec des jumelles, ce dernier est dans sa cage posée sur une fenêtre de l'« Hôtel des petits balais ». Titi est aussi en train d'observer, avec des jumelles, Grosminet en disant sa phrase fétiche. Ce dernier veut rentrer dans la Société pour manger Titi mais se fait rejeter par le videur. Titi est en train de chanter mais Grosminet, juste à côté de lui, lui fait un coucou de la main ironique. De ce fait Titi crie à l'aide et Mémé donne un coup de parapluie à Grosminet, faisant tomber ce dernier de l'hôtel, en lui disant « Va t'en vilain chat ! » Ca t'apprendra, un jour il t'arrivera des pépins !". Titi ajoute « Vilailn Grosminet ! ». Grosminet réfléchit à une idée pour attraper Titi et en trouve une : passer dans le tuyau de descente. Lorsque Titi s'en aperçoit, il fait passer une boule de bowling dans ce tuyau et Grosminet l'avale par accident et roule jusqu'à arriver dans un salon de bowling et faire un strike. Grosminet réfléchit à une autre idée et lorsqu'il aperçoit un homme jouant d'un accordéon et son ouistiti, il convainc le singe de venir à lui grâce à une banane mais le frappe pour ensuite se déguiser. Il ne réussit pas à faire croire à Mémé qu'il est un ouistiti. Puis il essaie de se balancer en l'air grâce à une planche en bois et une enclume. Il a attrapé Titi mais l'enclume retombe sur lui. Grosminet essaie maintenant de se balancer à une corde mais se cogne juste à côté de Titi. Grosminet réfléchit à une autre idée : marcher sur les fils électriques ! Mais il se retrouve poursuivi par un bus électrique conduit par Titi et Mémé et se fait électrocuter.